# Ved Buens Ende
Ved Buens Ende var et norsk avantgarde metal-band. Deres musik varierer meget, med stille instrumentale, jazz-påvirkede sektioner og aggressive black metal blast beats og vokaler. Ved Buens Ende refererer til regnbuen bifrost i nordisk mytologi.

## Historie
Ved Buens Ende blev dannet i Oslo i 1994 af trommeslageren Carl-Michael Eide. De fik kontrakt med det britiske pladeselskab Misanthropy Records. Bandet var unikt pga. deres blanding af mange musikalske elementer og Eides crooning.
Bandet blev opløst i 1997 efter kun at have udgivet et album, Written in Waters.

## Den korte genforening
26. april 2006 bekendtgjorde Blabbermouth.net at Ved Buens Ende var genopstået, og at de arbejdede med nyt materiale.
Sammen med Vicotnik og Carl-Michael Eide, som nu spillede guitar i stedet for trommer, var der to nye medlemmer: Petter «Plenum» Berntsen på bass og Einar «Esso» Sjursø på trommer. De var også medlemmer af Carl-Michael Eide's band «Virus». Mange af bandets fans var overraskede over fraværet af Hugh Mingay (alias Skoll), som var erstattet af Petter Berntsen.
Bandets trommeslager, Einar Sjursø, havde dette at sige om bandet på blabbermouth.net:
| Citat        | Vi vil spille inn et nytt album i år, som skal gis ut i 2007 av et ikke-bestemt plateselskap (interresserte kan ta kontakt) og vi tar også sikte på å spille live, hvor vi vil fremføre materiale både fra Written In Waters og Virus' Carheart-album, pluss selvfølgelig nye komposisjoner. Det nye materialet er nå under urvikling og vil skille seg fra både Written In Waters og Carheart, men fremdeles beholde de originale gitarlydene fra de utgivelsene. | Citat |
| Einar Sjursø | |       |

Bandet blev opløst igen i 2007.

## Medlemmer
- Vicotnik (Yusaf Parvez) – Gitar, Vokal (Dødheimsgard)
- Carl-Michael Eide – Gitars, Vokal (før genforening, trommer) (Cadaver, Dødheimsgard, Satyricon, Ulver, Infernö, Aura Noir og Virus)
- Petter «Plenum» Berntsen – Bass
- Einar «Esso» Sjursø – Trommer

### Tidligere medlemmer
- Skoll (Hugh Steven James Mingay) – Bass (Arcturus, Ulver)

### Session-musikere
- Lill Katherine Stensrud – ekstra vokal på «Written in Waters»
- Simen "ICS Vortex" Hestnæs – Vokal (på turneén og på ...Coiled in Obscurity) (se også Arcturus, Borknagar, Dimmu Borgir)
- Steinar Sverd Johnsen – Keyboards (på turneén og på ...Coiled in Obscurity) (se også Arcturus)

## Diskografi
- Those Who Caress the Pale (Demo) – 1994
- Written in Waters (demo) – 1995
- Written in Waters (album) – 1995
- Those Who Caress the Pale (EP) – 1997